# Bonnen
Bonnen is een buurtschap in de gemeente Aa en Hunze in de Nederlandse provincie Drenthe. Het ligt direct ten oosten van Gieten en ten noorden van de buurtschap Achter 't Hout.
Het westelijke deel van de buurtschap is vergroeid met het dorp Gieten. De buurtschap ligt ook grotendeels binnen de kom van Gieten. De gemeente Aa en Hunze houdt geen aparte bevolkingscijfers voor Bonnen meer bij.
Bonnen heeft een eigen basisschool, waar ook kinderen uit Gieten naartoe gaan. De buurtschap ligt op de rand van de Hondsrug. Bij het verlaten van Bonnen richting Gieterveen valt direct het niveauverschil op tussen het zand, de Hondsrug, en het voormalige veengebied. De gronden ten zuiden van de weg behoorden oorspronkelijk als markegronden bij Bonnen.
In de 18e eeuw stond in Bonnen de havezate Entinge. Hier woonde van 1725 tot het jaar van zijn overlijden 1743 de drost van Drenthe, Nicolaas Harmen van Echten genaamd van Dongen. In de 16e eeuw was het huis, toen Huis te Bonnen genoemd, in het bezit van de familie Struuck. Leden van deze familie hielden zich bezig met de ontginning van de Gasselter en Drouwener venen. Tegenwoordig herinneren de veldnamen Jonkersland aan de periode dat Bonnen een havezate rijk was en Stroeksland aan de vervenersfamilie.

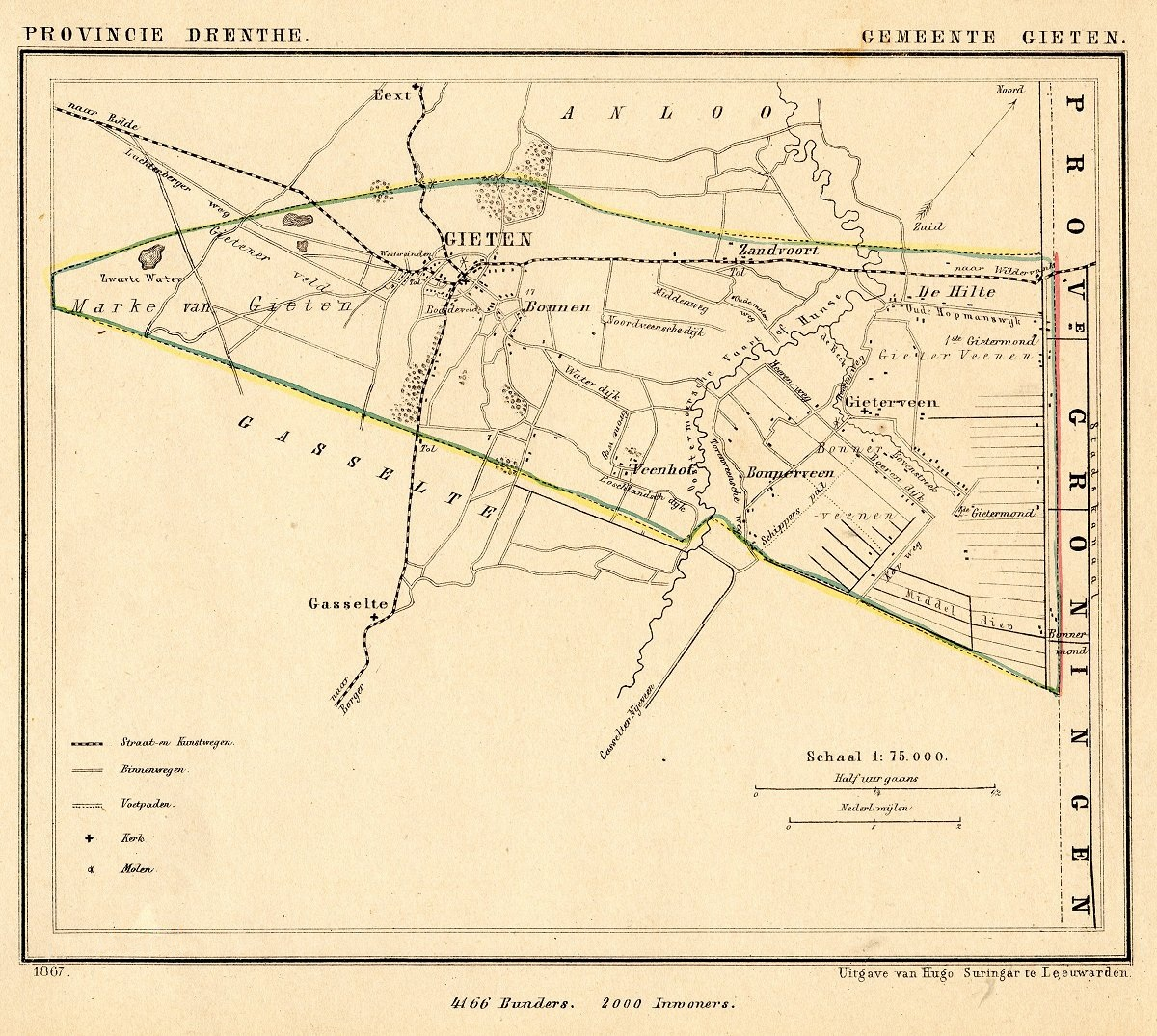
Bonnen op een kaart uit 1867 van de voormalige gemeente Gieten
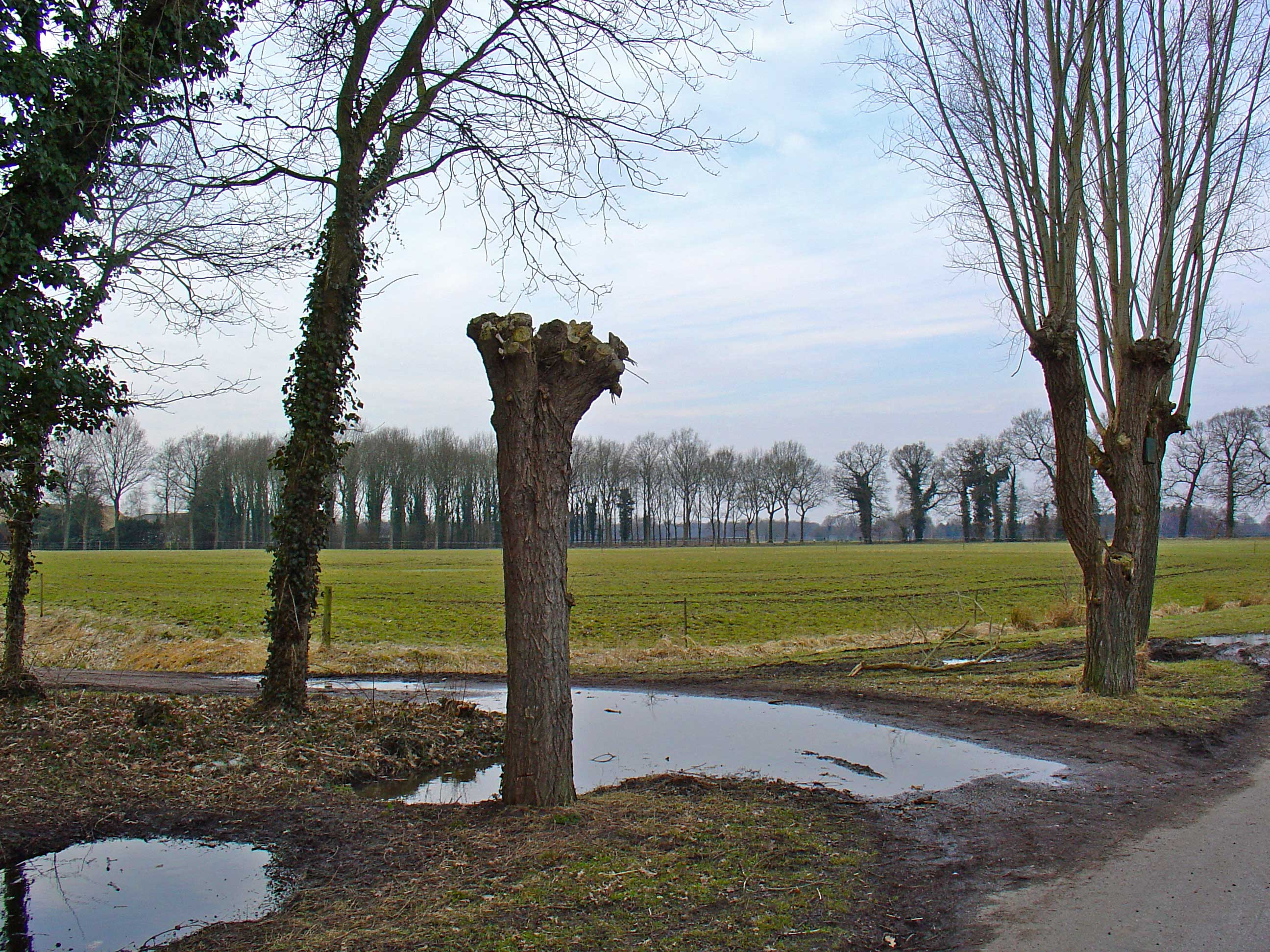
Terrein van de voormalige havezate Entinge te Bonnen

Drenthe: Steden en dorpen      Nederland: Provincies · Gemeenten